# 안명옥 (1954년)
안명옥(安明玉, 1954년 8월 31일 ~ )은 대한민국의 정치인이다. 제17대 국회의원, 한국여성인권진흥원 이사장을 역임했다.

## 학력
- 1961년 ~ 1967년 : 인천박문초등학교
- 1967년 ~ 1970년 : 인천여자중학교
- 1970년 ~ 1973년 : 인일여자고등학교
- 1973년 ~ 1979년 : 연세대학교 의학 학사
- 1980년 ~ 1982년 : 연세대학교 대학원 의학 석사
- 1982년 ~ 1992년 : 연세대학교 대학원 의학 박사
- 1984년 ~ 1985년 : UCLA 대학원 보건학 석사
- 1986년 ~ 1998년 : UCLA 대학원 보건학 박사

## 경력
- 1980년 3월 ~ 1983년 2월 : 연세대학교 의과대학 세브란스병원 산부인과 전공의
- 1987년 ~ 1991년 : 미국 캘리포니아대학교 로스앤젤레스캠퍼스 예방의학 전공의
- 1989년 ~ 1996년 : 한국여자의사회 청년위원회 위원장
- 1989년 9월 ~ 2004년 5월 : 차병원 산부인과 과장
- 1990년 ~ 2004년 5월 : 국립보건원 외래교수
- 1990년 ~ 2004년 5월 : 연세대학교 보건대학원 외래교수
- 1993년 ~ 1998년 : 보건복지부 모자보건심의위원회 위원
- 2000년 ~ 2004년 : 포천중문의과대학교 의학과 예방의학교실 교수

```
 포천중문의과대학교 산부인과 교수
 포천중문의과대학교 보건복지대학원 교수
 포천중문의과대학교 대체의학대학원 교수
```

- 2000년 ~ 2004년 : 한국여자의사회 홍보이사
- 2000년 ~ 2004년 : 한국여성원자력전문인협회 부회장
- 2002년 ~ 2003년 : 대한가정법률복지상담원 인천지부 이사장
- 2002년 ~ 2004년 : 대한의사협회 대외협력이사
- 2003년 ~ 2004년 : 대한의학회 홍보이사
- 2004년 5월 ~ 2008년 5월 : 제17대 한나라당 국회의원

```
 2004년 6월 ~ 2005년 4월 : 한나라당 원내부대표
 2004년 7월 ~ 2005년 4월 : 국회 운영위원회 위원
 2004년 7월 ~ 2008년 5월 : 국회 보건복지위원회 위원
```

- 2004년 ~ 2010년 : 한국여성원자력전문인협회 고문
- 2005년 1월 ~ 2008년 5월 : 인구보건복지협회 국제인구개발위원회 공동위원장
- 2005년 ~ 2008년 : 한국 희귀난치성질환 연합회 이사장
- 2005년 ~ 2010년 : 대한에이즈예방협회 이사
- 2006년 ~ 2010년 : 한국에이즈예방재단 이사
- 2007년 ~ 2014년 : 한국걸스카우트연맹 이사
- 2007년 7월 ~ 2008년 5월 : 한나라당 제6정책조정위원회 위원장
- 2008년 ~ : 도산안창호선생기념사업회 이사
- 2009년 ~ 2011년 : 교육과학기술부 원자력안전위원회 위원
- 2009년 3월 ~ 2015년 : 차의과학대학교 보건복지대학원 교수
- 2009년 ~ 2012년 : 차의과학대학교 대체의학대학원 교수
- 2009년 4월 ~ 2013년 4월 : 한국여성인권진흥원 이사장
- 2010년 12월 ~ 2012년 12월 : 미국 캘리포니아대학교 로스앤젤레스캠퍼스 한국총동창회 회장
- 2011년 5월 ~ 2017년 4월 : 여성가족부 정책자문위원회 위원
- 2012년 ~ 2013년 : 외교통상부 post MDG 프렌즈 그룹 위원
- 2012년 5월 ~ 2013년 4월 : 한국아동권리모니터링센터 자문위원
- 2012년 5월 ~ 2014년 5월 : 한국모자보건학회 이사장
- 2013년 1월 ~ 2013년 9월 : 여성아동 미래비전자문위원회 위원장
- 2013년 2월 ~ 2019년 2월 : 한국자살예방협회 이사
- 2013년 5월 ~ : 행동하는 여성연대 고문
- 2013년 5월 ~ : 한국여성의정 이사
- 2013년 ~ 2014년 : 안전행정부 정책자문위원회 위원
- 2013년 7월 ~ 2015년 7월 : 여성가족부 정책자문위원회 권익증진정책분과 위원장
- 2013년 10월 ~ : 여성사박물관건립추진협의회 공동위원장
- 2013년 12월 ~ 2014년 11월 : 다문화가족정책위원회 민간위원
- 2014년 3월 ~ 2017년 2월 : 한국걸스카우트연맹 부총재
- 2014년 3월 ~ 2017년 2월 : 한국청소년단체협의회 부회장
- 2014년 5월 ~ 2016년 5월 : 한국모자보건학회 이사장
- 2014년 6월 ~ 2015년 6월 : 국회의장 남북화해협력자문위원회 위원
- 2014년 9월 ~ 2018년 8월 : 국립여성사전시관 운영위원
- 2014년 12월 ~ 2017년 12월 : 제3대 국립중앙의료원 원장
- 2015년 6월 ~ 2017년 12월 : 대한병원협회 부회장
- 2015년 ~ 2018년 3월 : CHA 의과학대학교 보건산업대학원 교수
- 2015년 ~ 2016년 : 질병관리본부 여성건강포럼 운영위원
- 2015년 12월 ~ : 대한민국 저출산대책 의료포럼 공동대표
- 2016년 ~ : 10.27법난피해자 명예회복심의위원회 위원
- 2016년 3월 ~ 2017년 12월 : 제4대 한국 건강증진병원 네트워크 회장
- 2016년 6월 ~ 2017년 12월 : 국제건강증진병원네트워크 거버넌스이사회 이사
- 2016년 9월 ~ 2019년 8월 : 세계걸스카우트연맹 아태지역위원
- 2017년 12월 ~ 2019년 2월 : 일치를 위한 정치운동 한국본부 공동대표
- 2018년 1월 ~ 2019년 1월 : 역사 여성 미래 상임대표
- 미래통합당 우한 코로나19 특별위원회 공동위원장
- 2020년 6월 : 미래통합당 경제혁신위원회 함께하는 경제 소위원회 위원
- 2021년 8월 ~ 2021년 9월: 최재형 열린캠프 자문위원

## 역대 선거 결과
| 실시년도 | 선거   | 대수 | 직책     | 선거구   | 정당     | 득표수      | 득표율          | 순위          | 당락 | 비고 |
| -------- | ------ | ---- | -------- | -------- | -------- | ----------- | --------------- | ------------- | ---- | ---- |
| 2004년   | 총선   | 17대 | 국회의원 | 비례대표 | 한나라당 | 7,613,660표 | \| \| 35.76% \| | 비례대표 19번 |      | 초선 |
|          | 35.76% |      |          |          |          |             |                 |               |      |      |

## 같이 보기
- 대한민국 제17대 국회의원 선거 한나라당 후보 목록#비례대표